# Пролив Овцына
Пролив О́вцына — пролив в Карском море, разделяющий острова Сибирякова и Олений, отделяющий остров Сибирякова от Гыданского полуострова и соединяющий Енисейский залив с Карским морем.

## Гидроним
Назван в 1895 году гидрографом Андреем Вилькицким в честь офицера российского императорского флота, штурмана, гидрографа, одного из первых русских исследователей Арктики Дмитрия Овцына.

## География
Расположен в Карском море у входа в Енисейский залив. Отделяет остров Сибирякова на севере от острова Олений на юго-западе и Гыданского полуострова на юге. Между мысом Плавниковый и устьем реки Монгочеяха соединяется с проливом Олений, который отделяет остров Олений от Гыданского полуострова.

## История
Открыт в 1734 году Дмитрием Овцыным в рамках экспедиции по поиску пути из Оби в Енисей.
На южном берегу располагалась полярная станция Лескино.